# Apterostigma manni
Apterostigma manni é uma espécie de inseto do gênero Apterostigma, pertencente à família Formicidae.